# Karel Miljon
Karel Miljon   (Amsterdam, 17 de setembre de 1903 - Bennebroek, 8 de febrer de 1984) va ser un boxejador neerlandès que va competir durant la dècada de 1920.
El 1924 va prendre part en els Jocs Olímpics de París, on fou dissetè en la competició del pes semipesant del programa de boxa. Quatre anys més tard, als Jocs d'Amsterdam, guanyà la medalla de bronze en la categoria del pes semipesant, en perdre la semifinal contra Ernst Pistulla i guanyar el combat per la medalla de bronze a Don McCorkindale.